# Az anglofón válság eseményei 2019-ben
Ez a szócikk az anglofón válság lefolyása 2019-ben témát ismerteti.

## Január
- Január 2-án fegyveres férfiak vágták le a Kameruni Fejlesztési Vállalat legalább féltucat dolgozójának a kezét vagy ujjait. A támadásért senki nem vállalta a felelősséget.[1]
- Január 3: Fegyveres férfiak a Délnyugati régióban Ekomdo-Titiben felgyújtották Joseph Ngute miniszterelnök rezidenciáját.[2] Lebialemben Mbelenka területén egy szeparatista támadásban három csendőr sérült meg.[3] Momo körzetben Widikumban megöltek egy ambazóniai tábornokot, mikor a biztonsági erők rajta csaptak egy szeparatista táboron. A kormány szerint a rajtaütésben 17 szeparatistát öltek meg, miközben a másik oldal szerint csak a tábornok vesztette életét.[4] Fundongban egy rendőrrel végeztek.[5]
- Január 4-én egy szeparatista két katonát megölt, további kettőt pedig megsebesített, és elvette a fegyvereiket.[5]
- Január 4. és 27. között a Kameruni Hadsereg saját jelentése szerint 60 szeparatistát ölt meg. A szeparatisták állítása szerint közülük legalább 13 polgári lakos volt.[6]
- Január 6-án a diaszpórában élő anglofón kameruniak tüntetést szerveztek, hogy így emlékezzenek meg az ambazóniai vezetőség letartóztatásának első évfordulójára. A nap folyamán végig fegyveres összetűzések voltak Muyuka, Bafut, Mundum és Mamfe területén.[7] Mamfében két tábornokot akkor végeztek ki, mikor a táboraikat megtámadta a Gyors Reagálású Ezred.[8]
- Január 10-én Ambazónia első elnöke, Sisiku Julius Ayuk Tabe és más, egy éve Nigériából Kamerunba kitoloncolt ambazóniai vezetők  Yaoundében megjelentek a katonai bíróság előtt.[9] Az anglofón régiókban ezután több szellemváros következett. Muyukába a heves összecsapások hírére nagyobb katonai csapatot küldtek.[10]
- Január 11-én a kormány seregei megtámadtak és megöltek 210 szeparatista felkelőt az Északnyugati régióban, Mkabében, Mbotban. A falusiak szerint a katonák a támadás alatt több házat felgyújtottak.[11]
- Január 12-én az Északnyugati Régióban Alabukamban legalább hét feltételezett szeparatistát megöltek, így a hét végén már 28 szeparatistával végeztek.[12]
- Január 15-én a Buea-Kumba főútvonalon ismeretlen fegyveresek illegálisan legalább 36 embert vettek őrizetbe.[13] Őket másnap szabadon engedték, de a fegyveresek a pénzt és a telefonokat megtartották.[14]
- Január 16-án Ngohban szeparatisták megöltek egy katonát. Edikiben 36 polgári lakost raboltak el.[6]
- Január 17-én két katonát lefejeztek.[6]
- Január 18-án Wumban egy jól ismert befektetőt és állattartót állítólagos szeparatisták végeztek ki. Erre válaszul a kormány két nappal később megrohamozta a szeparatisták egyik táborát Wumban, ahol legalább hat szeparatistát megöltek.[15] Valahol az Északi Régióban két katonát lefejeztek.[6]
- Január 18. és 27. között a szeparatisták hat katonát öltek meg.[6]
- Január 19-én Bamendában, Nkwenben egy fegyveres felgyújtott egy teherautót. Közintézmények előtt fegyverekből lövéseket adtak le, és emiatt a civilek menekülni kezdtek.[16]
- Január 22-én Kumbában Kosala területén egy lefejezett biztonsági szolgálatos fejét húzták fel egy rúdra.[17]
- Január 23-án Mamfében három embert tartóztattak le, mert Nigériából lőszert csempésztek.[18]
- Január 24-én Mbongében Matohban a Dél-Kameruni Védelmi Erők vezetőjét, Andrew Ngoe tábornokot és a szervezet hét másik tagját is megölték. A SOCADEF megerősítette a veszteségeket.[19]
- Január 25-én Bueában két bírót raboltak el.[20]
- Január 28-án Bambilban két, Bamenda mellett további három szeparatistát megöltek. Utóbbi helyen egy rendőrrel is végeztek.[21] Bafutban is voltak összetűzések.[22] Itt a kameruni hadsereg kétnapos offenzívát indított, amely során elfoglalták a szeparatisták egyik táborát. Bafutban 14 szeparatistát megöltek, miközben a kormány oldalán történt veszteségekről nincsenek információk.[23]

## Február
- Február 4-én a szeparatisták kijárási tilalmat rendeltek el, és meghagyták az anglofón régió lakóinak, hogy február 5. és 1. között maradjanak otthon.[24] A zárlat még a szeparatisták között is vitákat generált. Az Ambazóniai Védelmi Erők szóvivője szerint kontraproduktív lépés lesz ez.[25] Mamfében kilenc fiatal férfi csontvázát fedezték fel.[26] Nduban a hadsereg legalább három szeparatistát ölt meg összecsapásokban,[27] még mielőtt a heves esőzések miatt meg kellett szakítaniuk a hadműveletet, és emiatt vissza kellett vonulniuk.[28] Bueában fegyveresek egy embert megöltek, egyet pedig megsebesítettek.[29]
- Február 5-én a szeparatisták életbe léptették az előre bejelentett 10 napos kijárási tilalmat. Buea nagy részét teljesen lezárták, miközben Muea és Muyuka egyes részein folytatódtak a harcok. Bamenda kisebb részét lezárták, ahol elszórtan összecsapásokra került sor.[28] Muyukában az ambazóniai ezredest két másik szeparatista katonával együtt megöltek.[30] Mbengwiben két szeparatista halt meg, miközben megtámadták a Körzeti Hivatalt.[31]
- Február 6-án Bueában fegyveresek csaptak össze a biztonsági erők tagjaival, ahol három járművet felgyújtottak. Miután a kereszttűzbe került, egy polgári lakost megöltek, két másik polgárt pedig elraboltak a fegyveresek. Találtak egy fej nélküli testet is, valószínűleg az egyik biztonsági alkalmazotté.[32] Bole-Bakunduban legalább 15 polgári lakost öltek meg, mikor a hadsereg megpróbált lecsapni a szeparatistákra, akik azonban elmenekültek.[33] Widikumban szeparatisták megtámadtak egy katonai hidat, ahol öt embert megsebesítettek.[34] Az Egyesült Államok bejelentette, hogy fenntartja a Kamerunnak nyújtott eddigi katonai segítséget, hogy a kormány kezelni tudja a krízist.[35]
- Február 7-én az Északnyugati régióban Ndwarában szeparatisták megrohamoztak egy katonai teherautót, ahol hat kameruni katonát megsebesítettek, hármat közülük súlyosan. A biztonsági erők állítása szerint 10 szeparatistával végeztek.[36] 15 emberi jogi szervezet, többe között a Civicus és az Emberi Jogok és Demokrácia Afrikai Központja sürgette, hogy az ENSZ vizsgálja ki kameruni hadsereg által elkövetett „súlyos” emberi jogi atrocitásokat.[37]
- Február 8-ig Kamerun szerint egy kedd óta zajló, a 11-i fiatalok napját megelőző  harcban 69 embert öltek meg, akik közül 47 szeparatista, 16 polgári lakos, hét pedig kormánykatona volt. A szeparatisták szerint ők több katonát öltek meg.[38]
- A február 11-i ifjak napját az anglofón régiókban nem tartották meg, mert Ambazónia ideiglenes kormánya már előzőleg kijárási tilalmat rendelt el.  Bamendában az Északnyugati régió kormányzója, Adolph Lele l’Afrique csak katonai kísérettel tudott részt venni egy kisebb ünnepségen. A katonai kíséretet útközben tűz alá vették, így áldozatok is lehettek. Az anglofón régió legtöbb nagy városában bojkottálták az ünnepségeket. Ilyen város volt Buea, Kumbo, Belo, Ndop, Ndu, Wum, Muyuka, Mamfe, Tombem, Mundemba és Lebialem, miközben Nkambében egy a többihez képest jelentős mértékű tömeg gyűlt össze.[39] Kumbában ismeretlen gyújtogatók égettek le egy kórházat, ahol legalább négyen meghaltak. A Kameruni Hadsereg a szeparatistákat hibáztatta,[40] miközben a szeparatisták[41] és több szemtanú szerint is a hadsereg gyújtotta fel a kórházat, miután úgy tudták, felkelőket is ápolnak ott.[42] A Kameruni Hadsereg azt is közölte, hogy nagyjából 200 zsoldost is elfogtak, akik Idenau mellett akartak partra szállni.[43]
- Február 12-én a Délnyugati régió vezetője Kumbába ment, hogy megnézze az előző nap leégett kórházat. Konvoját többször is megtámadták, miközben négy katona sérült meg.[42]
- Február 14-én véget ért a szeparatisták tíz napos kijárási tilalma.[44] Eközben legalább 100 ember halt meg.[45]
- Február 16-án ismeretlen fegyveres 176 embert rabolt el a kumbai Szent Augusztin Iskolából, akiket másnap szabadon engedtek. Ezután bejelentették, hogy bezárják az iskolát.[46]
- Február 17-én a Kameruni Hadsereg Kumbóban legalább 30 házat felgyújtott.[47]
- Február 18-án Bangemben fegyveresek támadták meg Paul Biya elnök általános helyettesét, Paul Elung Chét, majd megpróbálták felgyújtani a rezidenciáját.[48]
- Február 19-én Tikóban ismeretlen fegyveresek hat ültetvényes ujját vágták le[49]
- Február 21-én a szeparatisták Buea Dibanda kerületében a Mile 14-nél blokkoltak egy utat. Itt legalább két autót gyújtottak fel.[50] Bamendában egy újságírót raboltak el fegyveresek, akit utána órákon át fogságban tartottak.[51]
- Február 28-án szeparatisták megtámadtak katonai táborokat Bafutban és Mbiamében. Egy katona és egy szeparatista halt meg.[52]
- Február során Lebialemben egy összecsapásban meghalt a Gyors Bevetésű Ezred egyik tábornoka.[53]

## Március
- Március 1-én az Északnyugati régióban a kormány katonái három helyszínen tíz embert öltek meg.[52] Nigériában a Szövetségi Legfelsőbb Bíróság egyik bírója elrendelte 69 ambazóniai vezető és aktivista visszatérését Nigériába, akik között ott volt Sisiku Julius Ayuk Tabe elnök is. Erre azért volt szükség, mert a 2018 januári Kamerunba való deportálásuk megsértette a nigériai alkotmányt. A bíróság azt is elrendelte, hogy az igazságtalan deportálás miatt pénzügyi kártérítést kell kapniuk.[54]
- Március 10-én fegyveresek lefejeztek egy embert, akit azzal vádoltak, hogy közel állt Kumbában a Kameruni Hadsereg tisztviselőihez. Testét egy papírfecnivel együtt az utcán hagytak. A lapon az volt olvasható: „fekete lábak”.[55]
- Március 11. és 17. között Biuban és Donga-Mantungban egy tucat lakost kivégeztek.[56]
- Március 11. és 20. között 30 különböző összecsapásban legalább 26 polgári lakos és hét katona halt meg.[56]
- Március 14-én Duga Mantungban és Menchumban kameruni katonák legalább 12 embert megöltek (akik közül hetet élve elégettek), többeket megsebesítettek, és több házat felgyújtottak.[57]
- Március 16-án Bamendában feltételezett szeparatisták élve elégettek egy rendőrt. Ezt fegyveres összetűzés követte, mert a rendőrök rátámadtak a feltételezett szeparatistákra.[58]
- Március 19-én a Kumbát Bueával összekötő úton fegyveresek illegálisan őrizetbe vettek 80 embert. A Gyors Bevetésű Ezred közbeavatkozott, és minden elrabolt embert kimentettek.[59]
- Március 20-án Bambendában Emmanuel Ngafeson Banta egykori minisztert állítólagos szeparatisták rabolták el.[60] Miután tíz napig fogságban volt, fogva tartói szabadon engedték.[61] Szeparatista harcosok Bueában a Bueai Egyetem 15 hallgatóját rabolták el.[62]
- Március 21-én kameruni katonák megtámadták és megölték a Vörös Sárkány milícia tábornokát, Ayekeaht és két harcosát.[63]
- Március 22-én a Hét Charta nevű milícia Agyati és Chum falvakban betonfalakat épített a Bafut és Bamenda közti útra.[64]
- Március 25-én Limbében az összecsapásokban meghalt egy polgári lakos.[56]
- Március 26-án Bueában a biztonsági erők megakadályozták, hogy fegyveresek elraboljanak egy tanárt.[65]
- Március 27-én Donga-Mantungban szeparatisták rajtaütöttek két katonán és egy üzletember két segítőjén, akiket aztán meg is öltek.[66] In Widikum, soldiers killed three civilians.[56]
- Március 31-én több ambanóziai mozgalom (az ideiglenes kormány, a Dél-kameruni Nemzeti Tanács, a Dél-kameruni Polgári Társadalmi Konzorcium; Ambazóniai Köztársaság és az Afrikai Népek Felszabadításáért Mozgalom) megállapodott a Dél-kameruni Felszabadítási Tanács megalakításában. Ennek a szervezetnek szeparatisták és federalisták is voltak a tagjai között.[67]

## Április
- Április 1-én a szeparatisták megrohamozták Littoral régióban Penda Mbokót, ahol megtámadtak egy biztonsági ellenőrző pontot, és három csendőrt megsebesítettek. 30 perces tűzharc után az erősítés visszaverte a szeparatistákat.[68] Fako kerület Mutengene területén a biztonsági erők tömeges letartóztatást foganatosítottak.[69]
- Április 4-én elterjedt annak a híre, hogy a szeparatisták le akarják zárni Bueát, és emiatt nagymértékű kivándorlás indult meg a városból.  Az ideiglenes kormány cáfolta, hogy ilyesmit rendelt volna el.[70] Az Északnyugati régióban Melufban kameruni katonák megöltek öt férfit – köztük egy fogyatékost – egyet pedig megsebesítettek. Néhány holttestestet megcsonkítottak.[71]
- Április 5-én elrabolták majd pár óra múlva sértetlenül elengedték a PWD Bamenda vezetőedzőjét.[72]
- Április 7-én a Nyugati régióban, Menouában, Fongo-Tongó településen ismeretlen fegyveresek hat gyermeket raboltak el.[73] Bamendában egy tanárt elraboltak, és egy hétig fogva tartottak.[74]
- Április 8-án a Nduhoz tartozó Fubban a kameruni hadsereg négy embert ölt meg, köztük a falu vezetőhelyettesét.[75]
- Április 9-én az újonnan megalakult Dél-Kameruni Felszabadítási Tanács (SCLC) kihirdette, hogy véget vet az április 4-én 10 napra elrendelt kijárási tilalomnak, arra hivatkozva, hogy ez miképp hatott a polgári lakosságra. Azonban az Ambazóniai Önvédelmi Tanács, az ideiglenes kormány fegyveres testülete kihirdette, hogy az SCLC nem jogosult a kijárási tilalom feloldására.[76] Aznap fegyveresek elrabolták a bangemi Legfelsőbb Bíróság elnökét Bueűban.[77] Két nappal később szabadon engedték.[78]
- Április 11-én Bamendában három hulladékfeldolgozó munkást elraboltak.[79]
- Április 13-án Bambuiban egy katonai egyenruhába öltöztetett holttestet találtak. Előző este harcok dúltak a szeparatisták és a biztonsági erők között.[80]
- Április 14-én Baliban négy kameruni katonát és három szeparatistát megöltek.[81] Ekonában legalább hat embert megöltek az egyik kormányzati offenzívában.[82]
- Április 15-én Bueában a biztonságiak tömeges letartóztatást foganatosítottak, miközben szeparatista táborok után kutattak.[83] Baliban az összecsapásokban három kormányzati alkalmazott és négy szeparatista halt meg.[84]
- Április 19-én a Szociáldemokrata Front (SDF) vezetőjének, John Fru Ndinek a testvérét és két munkatársát ismeretlen fegyveresek elrabolták.[85]
- Április 23-án Muyukában elraboltak egy csendőrt. Másnap holtan találtak rá.[86]
- Április 24-én Fundongban fegyveresek felgyújtották a polgármester házát.[87] Bamendában egy iskolatulajdonost elraboltak és megkínoztak, majd  váltságdíj megfizetése után szabadon engedték.[88]
- Április 25-én Bamendában megtaláltak egy emberi fejet, mely valószínűleg egy olyan katonáé volt, akit a szeparatisták lefejeztek.[89] Erre válaszul a biztonsági erők több járművet felgyújtottak.[90]
- Április 27-én Kumbóban szeparatisták elrabolták az SDF vezetőjét, John Fru Dnit. Nem sokkal később szabadon engedték. Az SDF szerint az egész történet egy „félreértés” volt, amit gyorsan meg is oldottak. Másnap egy olyan videó felvétel került fel az internetre, melyen John Fru Dni a fogva tartóival beszélget, és ezzel fény derülhet az elrablása okára. A videóban az egyik fegyveres arra kéri az SDF vezetőjét, hogy hívják vissza az SDF szenátorait és képviselőit a parlamentből. Fru Ndi azt mondta, nem teszi meg, mert kontraproduktív lenne annak az egy fórumnak a bojkottálása, ahol Biya elnökkel tudnak beszélni. Fru Ndi Kumbóba utazott, hogy részt vegyen Joseph Banadzem, az SDF parlamenti frakciója vezetőjének a temetésén. Helyi szeparatista vezetők hozzájárultak a temetéshez, mert azon frankofón kameruniak nem vettek részt.[91] Yaoundében az ideiglenes kormány tíz elítélt tagja bejelentette, hogy innentől bojkottálják a bíróság üléseit.[92]
- Április 30-án Ndu körzeti tisztviselője azzal fenyegetőzött, hogy felmond azoknak az alkalmazottaknak, akik elmenekültek a városból. Azt mondta, most már Ndu „99 százaléka” kormányzati ellenőrzés alá került, miután biztonsági erők kiszorították a szeparatistákat, és most már biztonságosan vissza lehetett térni.[93] A Balihoz tartozó Kikaikelaikiben kormányzati katonák megöltek egy embert, és legalább 10 házat felgyújtottak.[94]

## Május
- Május 2-án Ayuk Tabe egy olyan dokumentumot írt alá, mely szerint feloszlatták a Sako vezette ideiglenes kormányt, és visszahelyezik hivatalukba az ő korábban letartóztatott kormányát. A dokumentum elismeri a Sako vezette kormány 2018. február óta végzett munkáját, de kihangsúlyozta, hogy a belharcok annyira kikezdték a kormányt, hogy a továbbiakban az már nem képtelen a vezetést folytatni. A közlemény így folytatódik: „Az ügyvezető kormány elvesztette a nép feletti irányítást, és így veszélyezteti az ideiglenes kormány identitását valamint azon céljának elérését, hogy Dél-Kamerun végleg felszabaduljon a gyarmatosítás alól, és ezzel szerezzen érvényt a közös nemzeti érdekeknek.”'[95] A Sako vezette kormány nem adta vissza a megbízatását, és így kialakult a 2019-es ambazóniai vezetői krízis.
- Május 4-én Ndu Wowo falujában kameruni katonák megöltek két polgári lakost. A hadsereg később azt közölte, téves lövések voltak, szeparatistákkal akartak végezni.[96]
- Május 5-én bejelentették, hogy az Európai Parlament javaslatára az anglofón válságot napirendjére veszi az ENSZ BT. Eredetileg azt akarták, hogy hivatalos vitát tartsanak a kérdésről, de a nem állandó tag Dél-Afrika ellenállása miatt csak informális megbeszéléseket tartottak. Dél-Afrika és más afrikai államok alapvetően ellenezték, hogy az anglofón válságba beavatkozzon az ENSZ, és azt szeretnék, hogy a helyzetet inkább az Afrikai Unió kezelje.[97] A jelentések szerint Bakassiban a kameruni csendőrség lerombolta Abana halászfalut. Elmenekült helyiek szerint legalább 40 embert öltek meg.[98] A hatóságok szerint ebben az akcióban a csendőrség nem vett részt, és az eseményekkel egy helyi milíciát gyanúsítottak meg. Az állami kormány nyilatkozata szerint a kormány hadserege nyomult be Abandába, ahol 15, a gyilkosságokban való részvétellel vádolt embert tartóztattak le.[99] Nduban kameruni katonák elfoglalták a szeparatisták több bázisát is Ntamruh és Ntayi falvakban, de addigra a szeparatisták kivonultak onnan. A katonaság legalább 42 házat felgyújtott, és 7 embert megölt. A támadás után elveszett 400 szarvasmarha is.[100]
- Május 6-án egy videó jelent meg az interneten, melyen Bamendában szeparatista harcosok három nőt kínoztak meg, leginkább azért, mert május 1-én részt vettek a munka ünnepén. A szeparatisták kijárási tilalmat rendeltek el arra a napra, a három nőnek pedig meg kellett esküdnie, hogy a további kijárási tilalmakat betartják.[101] Bambuiban egy eltévedt golyó egy szoptató nőt és gyermekét ölte meg.[102]
- Május 7-én a Lefegyverzési, Demobilizációs és Reintegrációs Bizottság bejelentette, hogy létrejötte óta 56 szeparatista adta meg magát.[103] A Camerum Watch emberi jogi csoport megkérdőjelezte ezt a bejelentést, mert szerintük sok olyan ember adta meg magát, aki egyébként köztörvényes bűnözők voltak, de szeparatista harcosnak tüntették fel magukat.[104]
- Május 7-én a Szociáldemokrata Front bejelentette, hogy az anglofón válság miatt szenvedő emberek miatti szimpátiájuk kifejezéseképp nem vesznek részt a nemzeti nap alkalmából tartandó ünnepségeken. A szeparatisták már előre jelezték, hogy május 20-ra kijárási tilalmat rendelnek majd el.[105]
- Május 9-én Joseph Ngute miniszterelnök látogatást tett az anglófón régiókban. Bamendában azt mondta, Paul Biya kész megbeszéléseket folytatni, hogy véget vessenek a háborúnak, de ezeken nem kerülhet szóba Ambazónia függetlenedése.[106]
- Május 13-án Elak-Okuban lezuhant egy biztonsági embereket és helyi vezetőket szállító helikopter. Egy ember meghalt, hat megsebesült. Miközben a balesetért a szeparatisták vállalták a felelősséget, a jelentések technikai hibáról szólnak.[107]
- Május 14-én informális megbeszélést tartottak az ENSZ BT-ben. Időközben Belgium, Egyenlítői Guinea és Franciaország támogatásáról biztosította Kamerun erőfeszítéseit a béke eléréséért, az Amerikai Egyesült Államok, Dél-Afrika, a Dominikai Köztársaság, az Egyesült Királyság, India Kuvait, Lengyelország és Oroszország szerint nem tettek eleget, és bírálták a kormányt az emberi jogok megsértése miatt. Kína semleges álláspontra helyezkedett.[108]
- Május 15-én Bamendában szeparatista harcosok legalább két kormányzati katonát megöltek. Erre válaszul a kameruni hadsereg több házat, egy templomot és egy egészségügyi központot is felgyújtott,[109] A házak tulajdonosainak kártérítés ajánlott a kameruni kormány.[110] Aznap Bueában Joseph Ngute visszautasította jogászok és diákok ajánlatát, miszerint fegyvermentesíteni kellene az övezetet.[111]
- Május 15–27 között az Északi régióban két katonát, 17 szeparatista harcost és három polgári lakost öltek meg.[112]
- Május 16-án Bueában összecsapások voltak. Joseph Ngute, aki azt tervezte, hogy meglátogatja Kumbát, végül a hotelszobájában maradt, mert a kormányerők csatát vívtak a szeparatistákkal. Miután visszaverték a szeparatistákat, a látogatást a terveknek megfelelően megtartották.[113]
- Május 17-én és 18-án az Emberi Párbeszéd Központja (HD) egy előkészítő megbeszélést szervezett a függetlenségpárti dél-kameruni csoportok vezetőivel. A találkozó célja az volt, hogy előkészítsék, hogyan vesznek részt a kormánnyal közös, svájci vezetésű esetleges megbeszéléseken.[114]
- Május 20-án Muyuka egyik házában a kameruni katonák egy négy hónapos csecsemőt öltek meg.[115] A biztonságukat féltve a család elrejtőzött.[116]
- Május 23-án Menchum Esu településén egy több órás pisztolyharcot követően legalább kilenc embert megöltek,[117]
- Május 25-én Mezamban legalább hét embert megöltek, akik közül legalább öt ugyanahhoz a családhoz tartozott.[118]
- Május 26-án Bueában kameruni harcosok legalább két polgári lakost megöltek.[119]
- Május 28-án 11 ambazóniai vezető bejelentette, hogy készek tárgyalni egy harmadik, közvetítő fél bevonásával.[120]
- Május 30-án ismeretlen fegyveresek megtámadták Wum Upwka faluját, ahol 40 házat felgyújtottak, civileket kínoztak meg, elpusztították az állataikat, és elrabolták az értékeiket.[121]
- Május 31-én Bui körzetben Melufban két emberi fejet találtak. Helyiek szerint szeparatistákról volt szó, akikkel előző nap a kameruni hadsereg egyszerre végzett.[122] Limbében robbanás volt a SONARA Olajfinomítónál. A bizonyítékok balesetre utaltak.[123]

## Június
- Június 3-án a hírek szerint Naikom Wu városában több tíz fulani nemzetiségű ember támadta meg a helyieket, akik közül legalább egy wodabe férfi meghalt. A Nemzetközi Krízis Csoport szerint a támadókat a biztonsági erők biztatták.[124] A Kameruni Hírügynökség szerint a helyi wodaba emberek ezután szóltak a biztonságiaknak, és együtt több épületet, többek között a Naikom palotát is felgyújtották.[125]
- Június 6-án a szeparatisták és a kormány katonái közti ellentétben három ember meghalt Ndekwaiban, további három pedig Babungóban.[126]
- Június 7-én heves harcok törtek ki Menchumban Esuban. Az összecsapások három napig tartottak, és legalább 12 polgári lakos és egy kameruni katona vesztette életét.[124]
- Június 8-án Ekonában a kameruni harcosok egyszerre nyolc emberrel végeztek. Míg a szeparatisták szerint minden áldozat polgári lakos volt, a biztonsági erők szerint olyan szeparatistákról van szó, akik röviddel haláluk előtt rátámadtak a katonákra.[127]
- Június 12-én Santában az összecsapások miatt egy szeparatista harcos és egy civil meghalt. Jakiriben több házat egy üzletet is felgyújtottak az összetűzések során.[126]
- Június 14-én Bambakiban hat holttestet találtak.[126]
- Június 15-én Manyuban, Eyumodjockban egy utcai bomba felrobbanásakor négy rendőr meghalt, hat pedig megsebesült.[124] Ez volt az első dokumentált eset, mikor nehézfegyverzetet vetettek be a szeparatisták, akik később bejelentették, hogy az anglofón régiókban nekiláttak saját fegyverek előállításának.[128]
- Június 17-én Mamfében szeparatista harcosok megöltek egy rendőrt.[129]
- Június 18-án Bamenda közelében feltételezett szeparatisták rátámadtak a hadsereg egyik konvojára, és megöltek egy katonát. A hírek szerint aznap a szeparatisták illegálisan 40 embert letartóztattak.[124]
- Június 21-én Kumbóban a Gyors Bevetésű Ezred katonái egy idős embert megöltek, egy nőt pedig megerőszakoltak.[130]
- Június 22-én a szeparatista ideiglenes kormány bejelentette, hogy nem hivatalos megbeszéléseket kezdtek Kamerun kormányával.[124]
- Június 23-án olyan videó került az internetre, mely szerint Mezamban fegyveresek egy olyan kamiont gyújtottak fel, mely a kameruni kormány humanitárius szállítmányát juttatta volna célba.[131]
- Június 25-én Cornelius Fontem Esuát, a Bamendai Katolikus Érsekség érsekét Belóban elrabolták a szeparatisták. A harcosok azt mondták, azért rendelték el a letartóztatását, mert megkerült egy útzárat, és veszélyeztette a szeparatisták környékbéli tevékenységeit. Emiatt elnézést kért a tábornoktól, amiért cserébe megígérték, hogy amint lehet, hazaengedik. Mivel kétséges volt, hogy az érsek biztonságban hazaérne, az éjszakát a fogva tartóival kellett töltenie, majd másnap mehetett haza. Összesen 12 órát töltött a szeparatistákkal. Később azt állította, nem bántalmazták, és a szeparatista harcosok nagyon „nemesen” bántak vele.[132]
- Június 27-én a svájci Szövetségi Külügyminisztérium megerősítette, hogy a kameruni kormány és az ambazóniai felkelőktől érkezett kéréseknek eleget téve közvetíteni fog a két fél közti megbeszéléseken.[133] Nyolc szeparatista szervezet közös közleményt adott ki, melyben kinyilvánították elszántságukat a svájci közvetítési eljárásban, miközben megerősítették, hogy továbbra is a függetlenség kivívása marad a fő céljuk.[134] Sabgában kameruni katonák négy embert megöltek.[126]
- Június 28-án az Egyesült Nemzetek Szervezete, az Európai Unió és az Amerikai Egyesült Államok a svájci közvetítői eljárást támogató nyilatkozatokat adtak ki.[135] Bamendában otthonából elrabolták John Fru Dnit, az SFG vezetőjét. Két hónapon belül másodszor rabolták el. Eközben testőreit lábon lőtték, és gyorsan kórházba szállították. Az első elrablásától eltérően most ütötték, inzultálták és rossz körülmények között tartották. A szeparatisták azt követelték, hogy egy videó üzenetben jelentse ki, hogy 24 órán belül visszavonja az SDF összes szenátorát és polgármesterét. Fru Ndi ezt visszautasította, és inkább azt javasolta, hogy megbeszéli az ügyeket a politikusokkal, majd visszatér a szeparatistákhoz. A fogva tartók azzal érveltek, hogy ezelőtt még soha nem kereste fel őket, mire azt válaszolta, soha nem hívták meg. A végén arra kényszerítették, hogy fényképezkedjen le az ambazóniai zászlóval, majd az éj leple alatt hazavitték. Több mint 24 órát töltött fogságban.[136]

## Július
- Július 2-án az ambazóniai ideiglenes kormány alelnöke éjféltől kezdődően egyoldalúan 24 órás tűzszünetet hirdetett, hogy az Amerikai Egyesült Államok Kongresszusának küldöttei biztonságban látogathassák meg az anglofón területeket. A nyilatkozat tartalmazott egy listát is azokról a helyszínekről, melyek felkeresését melegen ajánlják. Ugyanakkor azt kérték a kameruni kormánytól, hogy ők is viszonozzák ezt a lépést. A nyilatkozatot sem a  kameruni kormány, sem a Kongresszus delegáltja, sem a hely szeparatisták nem vették komolyan.[137]
- Július 3-án Manyu körzetben az Ekpambiri folyón legalább 30 szeparatista támadott rá egy katonai hajóra, melyen 13 kameruni katona utazott. A Kameruni Hadsereg szerint a támadók helyben készített fegyvereket és automata pisztolyokat használtak. Három katona elmenekült, kettőt pedig a mentő egységek találtak meg röviddel a támadás után.[138] Míg az egyik katona holttestét öt nappal később megtalálták, a maradék hét test sorsáról nem lehet semmit tudni. A Kameruni Hadsereg bejelentette, tudják, melyik támaszpontról érkeztek a támadók, és ennek lerombolására hamarosan hadműveletet indítanak.[139]
- Július 4-én kameruni katonák otthonában megöltek egy ápolónőt, és megsebesítették 15 éves testvérét.[130]
- Július 8-án Ndopban két csendőrt megöltek és többet megsebesítettek egy rajtaütésben.[140]
- Július 10-én Bamendában a Kameruni Légierő katonái megöltek egy építőmunkást és egy szellemileg sérült férfit. Az összecsapások tűzharcában életét vesztette egy idős férfi is. A csata után a kormány katonái átfésülték az otthonokat.[130]
- Július 11-én a Kameruni Hadsereg szerint Esuban legalább hét szeparatista harcost öltek meg.[141]
- Július 12-én fegyveresek állítottak meg egy Belón áthaladó buszt, és körülbelül 30 utast elraboltak. A helyiek szerint a fegyveres csoportok közti belharc lehetett az oka, és szerintük ezzel akarták rávenni egy másik fegyveres csoport tagjait, hogy adják vissza a korábban elrabolt fegyvereiket.[142]
- Július 14-én a Bueához tartozó Mueában megöltek egy kameruni katonát és három szeparatista harcost.[143]
- Július 15-én ismeretlen, franciául beszélő fegyveresek elrabolták Chi Valentine Bumah anglofón magisztrátust. Egy az internetre is felkerült videóban arra kéri az egyik fogva tartója Bumahot, hogy kritizálja a kameruni kormányt.[144] Összetűzések voltak Kumbában is.[145] Baliban négy feltételezett szeparatistát videóztak le, miközben szoptató anyákat vernek, mert szerintük elárulták a kameruni katonáknak, hogy hova rejtőztek el.[146]
- Július 17-én Bamendában elrabolták Sang George Nang ügyvédet, az ambazóniai ideiglenes kormány egyik jogászát.[147] Egy napig fogva tartották, majd szabadon engedték.[148] Mbiamében legalább egy kameruni katonát és legalább öt szeparatistát megöltek. A Kameruni Hadseregben ezen kívül hárman megsérültek, és néhány katonai járművet is elvesztettek.[149]
- Július 18-án két testőrével közösen elrabolták idenaui otthonából a Kameruni Fejlesztési Vállalat egyik menedzserét.[150] Bamendában két orvost raboltak el. Kiszabadulásuk előtt 24 órát voltak fogságban.[151]
- Július 19-én Bamendában fegyveresek a hadsereg egyik dolgozóját rabolták el otthonából. A hozzátartozók 500.000 CFA frankot ajánlottak fel váltságdíjként. A fogva tartók visszautasították az ajánlatot, és 10 milliót követeltek.[152]
- Július 21-én Manyuban Eyumodjockban egy ellenőrző pontnál egy szeparatista támadásban meghalt egy csendőr.[153] A Kameruni Hadsereg aznapi jelentése szerint az elmúlt két napban 20 vagy annál is több szeparatista harcost öt meg.[154]
- Július 22-én a Kondengui Központi Börtönben az ambazóniai rabok tiltakozásba kezdtek a rossz börtönkörülmények és az anglofón régiókban zajló harcok miatt. A tiltakozásból hamarosan lázadás lett, a Kameruni Reneszánsz Mozgalom az ambazóniaiakkal átvették az irányítást a börtön udvara fölött, az őrségnek pedig vissza kellett vonulnia.[155] A biztonsági erők bevonultak, hogy visszanyerjék az ellenőrzést, többször a levegőbe lőttek, könnygázt használtak. Több fogva tartott megsérült a küzdelem közben, melyet a résztvevők élőben közvetítettek a Facebookon.[156] Az incidens után az Amnesty International felszólította Kamerunt, hogy javítson a börtönkörülményeken Kondenguiben, és engedélyezze a felkelés leverésének független kivizsgálását.[157] Több mint 100 rabot meg nem határozott helyre szállítottak át.[158] Egyes vélemények szerint többeket megöltek a zavargások alatt.[159] A Közép-afrikai Emberi Jogvédő Hálózat” azt állította, hogy az eltűnt rabok közül többeket „súlyosan megkínoztak.”[160]
- Július 24-én a Bueai Központi Börtönben a Kondenguiban fogva tartottakkal szolidaritásukat kifejezve saját maguk is tüntetni kezdtek. A biztonsági erők tagjai, miközben dulakodtak a demonstrálókkal, többször a levegőbe lőttek.[161]
- Július 26-án Ambazónia ideiglenes kormányának mindkét, egymással rivalizáló része a kondengui lázadással kapcsolatban nyilatkozatot adott ki. A Samuel Ikome Sako pártján állók öt napot adtak Kamerunnak, hogy elszámoljon azokkal a rabokkal, akik a kondengui lázadás után tűntek el. Ha ez nem történik meg, a szeparatisták július 30-án „teljes kijárási tilalmat léptetnek életbe,” ami alatt „semmi sem mehet be az anglofón régiókba, és onnét sem mehet ki semmi.” Az Ambazóniai Kormányzó Tanács által támogatott Sisiku Julius Ayuk Tabéhez hú rész tartózkodott attól, hogy bármiféle ultimátumot adjon, inkább kijelentették, hogy Kamerun lépésétől függetlenül kijárási tilalmat rendelnek el július 29-30-ra.[159]
- Július 29-én hatályba lépett a július 26-án bejelentett kijárási tilalom. Jelentések szerint lövöldözés volt Mbengwiben.[162] Az Északi régió kormányzója, Adolphe Lele L’Afrique Nkambéből indulva béketúrát tartott a területén. Az odaúton a konvoját a szeparatisták kétszer támadták meg.[163] Donga-Mantungban négy szeparatistát öltek meg.[164]
- Július 30-án az ideiglenes kormány tíz bebörtönzött tagja bejelentette, hogy éjféltől a Kondenguini Központi Börtönben valamint a Bueai Központi Börtönben eltűnt fogva tartottak miatt éhségsztrájkba kezdenek.[165] Aznap később a kameruni kormány megtörte a csendet, és kijelentette, hogy alaptalanok a bebörtönzöttek haláláról szóló híresztelések, és mindannyian jól vannak a vizsgálati fogságukban.[166] A bejelentéseknek megfelelően éjfélkor elkezdték az éhségsztrájkot.[167]

## Augusztus
- Augusztus 2-án a hadsereg letartóztatta a pidzsin Samuel Wazizi tudósítót. Másnap azzal vádolták meg, hogy kapcsolata van a szeparatistákkal, amit ő tagadott.[168]
- Augusztus 4-én Littoval régióban Penda Mbokóban szeparatisták rátámadtak és megöltek egy katonát és a sofőrjét.[169] Az Ambazóniai Fegyveres erők megtagadták az ideiglenes kormány Sako-vezette részének azt a kérését, hogy 10 napos kijárási tilalmat vezessenek be. Az őrizetben lévő Ayuk Tabe kabinetje is visszautasította a felhívást.[170]
- Augusztus 6-án Kumbóban állítólagos szeparatisták szerzeteseket raboltak el, állítólag azért, mert szülőket arra biztatta, gyerekeik bojkottálják a szeparatisták iskoláit. Míg az egyik szerzetest már aznap szabadon engedték, a másikukat augusztus 10-ig benn tartották, és állítólag megkínozták.[171]
- Augusztus 7-én Nkwenben, Njeneforban hat embert megöltek, köztük egy anyát és két gyermekét, akikkel a kameruni katonák otthonuk előtt egyszerre végeztek.[172]
- Augusztus 9-én állítólag a szeparatistákhoz tartozó fegyveresek elrabolták a Nduban lévő Ntumbaw hagyományok szerinti vezetőjét. A fogva tartók a szabadon engedéséért 7 millió CFA frankot kértek váltságdíjként.[173] A Délnyugati régióban folyt összecsapásokban több szeparatista is meghalt.[174]
- Augusztus 11 és 15 között Banga Bakunduban és Mautuban a kormány katonái hét polgári lakost öltek meg.[174]
- Augusztus 12. és 18. között Bamendában legalább 15 embert öltek meg, akik közül 5 katona, 10 pedig polgári lakos volt.[174]
- Augusztus 13-án egy Buiból elszökött közigazgatási dolgozót a körzeti vezető megfenyegetett, hogy vagy visszatér dolgozni, vagy súlyos atrocitásokkal kell számolnia.[175]
- Augusztus 14-én a szeparatista milicisták bejelentették, hogy kijárási tilalmat vezetnek be a teljes régióban szeptember 2. és 6, valamint 9. és 13. között,  tanítási félév első két hetére.[176] A kijárási tilalmat Ayuk Tabe kabinetje megerősítette, miközben a Sako vezette kormány egy háromhetes kijárási tilalmat hirdetett augusztus 26-tól. A kijárási tilalom hossza területenként attól függött, hogy melyik területen melyik frakció volt az erősebb.[177]
- Augusztus 15-én Kumbában a Gyors Bevetésű Ezred hét katonája megsérült, mikor autójuk elhagyta az utat. A katonák sérülései között voltak kisebbek és életveszélyesek is, de mindenkit azonnal kórházba szállítottak. A történtekért a szeparatisták vállalták a felelőssége, azt állítva, hogy az autó robbanószerre futott, de eközben a Kameruni Hadsereg szerint egyszerű közlekedési baleset volt.[178] Ugyanaznap szeparatisták támadták meg a járművet, mikor az Muyukán haladt keresztül.[179] Bali mellett egy rendőr halálosan megsebesült a szeparatisták rajtaütésében, és emiatt később egy kórházban meghalt.[180] Muyuában egy katonát is megöltek. Aznap különböző helyszíneken hat szeparatistával végeztek.[181]
- Augusztus 16-án Kumbóban két szerzetest raboltak el, miközben Okuba mentek. A kormány a fegyveres szeparatistákat tette felelőssé, de ők gyorsan cáfolták, hogy közük lenne a történtekhez.[182] A szerzeteseket augusztus 18-án engedték szabadon.[183] Ghánában a Nemzeti Nyomozó Iroda a SOCADEF vezetőjét, Ebenezer Akwangát hallgatta ki.[184]
- Augusztus 30-án az ideiglenes kormány 10 előzetesben lévő tagját, köztük Ayuk Tabe miniszterelnököt a Yaundéi Katonai Tanács életfogytiglanra ítélte.[185] Ezután eszkalálódott a helyzet az anglofón régiókban.[186] Az Ambazóniai Védelmi Erők bejelentette, hogy féléves kijárási tilalmat terveznek bevezetni.[187] Bamendában a szeparatisták úgy reagáltak az ítéletre, hogy körbe zártak egy szellemvárost.[188]
- Augusztus 21-én Bamenda egy részét lezárták, az élelmiszerpiacon pedig lövöldözések voltak.[189] A kameruni hadsereg szerint legalább két embert megöltek, további hat pedig megsebesült.[188] Momóban két focistára holtan találtak rá egy folyóban. Ők állítólag akkor estek bele, mikor a szeparatista harcosok elől menekültek.[190] Eyumodjockban 16 embert illegálisan vettek őrizetbe felfegyverzett emberek. Két nap múlva váltságdíj  megfizetése nélkül szabadultak, és a fogságuk alatt egyiküket sem bántalmazták.[191]
- Augusztus 22-én Bueában szeparatista harcosok három tanárt raboltak el.[192] Bamendában fegyveresek egy újságírót raboltak el, akit éjszaka fogva tartottak, másnap pedig sértetlenül szabadon engedtek.[193]
- Augusztus 24-én Bamendában civilek szálltak meg utazási irodákat, mert nem készültek fel a négy nappal korábban bejelentet kijárási tilalomra.[194] Kumbóban szeparatista harcosok elrabolták a kumbói római katolikus egyházmegye püspökét, akitől azt várták, hogy értük imádkozzék. Őt még aznap szabadon engedték.[195]
- Augusztus 25-én Lebialemben betiltották a vasrudakat. Pár nappal korábban a katonaság észrevette, hogy a szeparatisták saját maguk készítik a fegyvereiket.[196] Ndopban ismeretlen fegyveresek három civilt megöltek.[197] Wumban feltehetőleg fulani pásztorok vélhetően a kameruni kormány segítségével hét embert megöltek és legalább egy embert megcsonkítottak.[198]
- Augusztus 24-én és 25-én Bafutban, Bamendában, Ndopban, Kumbóban, Mamfében és Kumbában legalább 40 embert öltek meg. Rajtuk kívül nyolc embert elraboltak.[199]
- Augusztus 26-án életbe lépett a Sako kabinet által kihirdetett három hetes kijárási tilalom. A kijárási tilalom körüli bizonytalanság, a részben véres hétvége és a következő két szeptemberi kijárási tilalom miatti félelemtől vezérelve exodus indult meg az anglofón régiókból az ország más területei felé.[200] Emiatt több tízezer ember indult útnak.[199]
- Augusztus 27-én Bamenda nagy része a kijárási tilalom hatására elnéptelenedett, Bura, Kumba és Tiko utáin azonban elvétve még lehetett mozgó járműveket látni. Limbében a kijárási tilalomnak semmi következménye nem lett.[177]
- Augusztus 28-án Bamendában feltehetően szeparatisták megtámadtak egy utazási irodát, lerohanták a környéket, és lőni kezdtek a buszokra. Senki sem sérült meg az incidensben.[201] Bafoussamban a kameruni erők megígérték, hogy fellépnek a szeparatisták behatolásai ellen a nyugati régióban.[202]
- Augusztus 29-én a szeparatisták megszállták Ndopot, hogy kikényszerítsék a kijárási tilalmat. Az utakat leblokkolták, több járművet szétzúztak, több boltot pedig felszólítottak arra, hogy a biztonsági erők megérkezése előtt zárjanak be.[203]
- Augusztus 31-én a szeparatisták megszerezték egy temetésről Dong-Mantung hagyományok szerinti vezetőjének a holttestét, amiért cserébe váltságdíjat kértek. Ezt több órán át maguknál is tartották[204]

## Szeptember
- Szeptember 1. és 7. között Kumbában a kormányzat fegyveresei legalább négy szeparatista harcost öltek meg.[205]
- Szeptember 2-án megkezdődött az új tanév. A kameruni hivatalok és az emberek ellenállása ellenére a „vissza az iskolába” kampány – mely során legalább 4500 olyan iskolát akarnak kinyitni, mely korábban bezárt – a szeparatisták által elrendelt kijárási tilalom miatt nem járt sikerrel.[206] Szeparatista harcosok már kilenc tanárt elraboltak és bántalmaztak. A szeparatisták azt mondták, addig nem engedik újranyitni az iskolákat, míg Sisiku Julius Ayuk Tabe és az ideiglenes kormány többi tagja ki nem szabadul.[207] Nkambé egy olyan helynek bizonyult, ahol a vissza az iskolába program sikerrel zárult.[208] Bamendában a milicisták egy mentőautóra lőttek.[209]
- Szeptember 3-án Bueában ismeretlen fegyveresek egy újságírót raboltak el a rádióból.[210]
- Szeptember 3. és 11. között Buiban és Bamendában az összecsapásokban 11 ember halt meg.[205]
- Szeptember 4-én Bamenda Nchoubou részén a szeparatisták egy rajtaütésben megöltek egy kameruni katonát.[211]
- Szeptember 5 és 9 között Bali Nyomgűban, Bambuiban, Wehben és Kuumbóban kilenc embert öltek meg.[205]
- Szeptember 6-án azt jelentették, hogy az önmagukat szeparatistáknak vallók megkínoztak és megöltek egy férfit, aki állítólag a kormányhoz közel álló katonáknak adta ki a házát.[212]
- Szeptember 7-én Kumbában életbe lépett a kormány által elrendelt kétnapos kijárási tilalom, ami azt a két napot fedte le, mely időszakra a szeparatisták nem rendeltek el hasonló intézkedést. Ezalatt a katonaság több embert is letartóztatott.[213]
- Szeptember 9-én Limbében feltételezett szeparatisták négy kerékpárost raboltak el, mert szerintük megszegték a szeparatisták által elrendelt intézkedéseket.[214]
- Szeptember 10-én Paul Biya elnök ritka televíziós beszédet tartott, melyben bejelentette, hogy a hónap vége előtt egy Nagy Nemzeti Párbeszédre kerül sor. A szerinte „az alkotmány keretei között folyó megbeszéléseken” részt vennének az anglofón kameruni diaszpóra képviselői, és mindent bevetnek azért, hogy elérjék őket.[215] Biya arra biztatta a szeparatista vezetőknek otthont adó országokat, hogy nyugodtan állítsák le őket.[216] Biya bejelentését a Dél-kameruni Függetlenedési Tanács rögtön visszautasította. Ebenezer Akwanga szerint a párbeszéd már régóta nem lehetséges, a szeparatisták már csak a függetlenséggel elégszenek meg.[217]
- Szeptember 12 és 19 között Muntengenében és Munyengében a kormányzat katonái legalább egy tucat emberrel végeztek.[205]
- Szeptember 14-én Bamendában a Cameroon Tribute épületében egy tisztviselőt és egy újságírót öltek meg.[218] Az Északnyugati régióban az Ambazóniai Védelmi Erők két tagját, köztük egy parancsnokot öltek meg, mikor a kameruni hadsereg rajtuk csapott. Az Ambazóniai Kormányzó Tanács megerősítette a veszteségeket.[219]
- Szeptember 16-án olyan videó került fel az internetre, melyben a Momóhoz tartozó Guzangban feltételezett szeparatisták egy nőt végeznek ki.[220]
- Szeptember 20-án Bamendában szeparatista harcosok összehangolt támadást indítottak egy hotel ellen, ahol akkor a kormány több tisztviselője is benn volt. A biztonsági erők sikeresen visszaverték a támadást.[221]
- Szeptember 24-én a kormány katonái három óra alatt kifosztották Bafut fónjának a palotáját. A támadás alatt a fon testvérét találat érte, amiben megsebesült. A katonák saját állításuk szerint fegyveres szeparatisták után kutattak.[222]
- Szeptember 25-én Yaoundében egy bamendai muzulmán vezetőt letartóztattak. Szabadságát november 1-én nyerte vissza.[223]
- Szeptember 28-án elrabolták a bamendai fő börtön egyik női őrét. Két nappal később találtak rá lefejezett holttestére.[224] Mezan kerületben Bambiliben egy humanitárius segélyeket szállító teherautót gyújtottak fel.[209]
- Szeptember 30-án kezdetét vette a Nagy Nemzeti Párbeszéd.[225] Muyuka Owe településén öt szeparatistát megöltek, köztük egy Obi nevű parancsnokot. A szeparatisták a közösségi médián elismerték a veszteséget.[226]

## Október
- Október 1-én volt az ambazóniai függetlenség kikiáltásának második évfordulója. Ezt az anglofón területeken sok ember megünnepelte. A nap során az összecsapásokban Kumbo, Kikaikom, Mbveh, Kumba és Mamfe városaiban kilenc embert megöltek.[227] Lebialemben a Vörös Sárkány elkezdte rákényszeríteni a a hagyományos vezetőket, hogy hagyják el az alkerületet. Eközben legalább két helyi hagyomány szerinti vezetőt megöltek. A Vörös Sárkány milícia vezetője, Lekeaka Oliver (akit gyakran „tábornagynak” nevetek) ezután Lebialem Legfőbb Vezetőjének kiáltotta ki magát. A következő pár napban a Kameruni Hadsereg sikertelenül próbálta meg elfogatni Olivert. Az így kialakult összecsapásokban legalább kilenc szeparatista harcost és egy rendőrségi tisztviselőt öltek meg.[228]
- Október 3-án Bamendában fegyveresek elraboltak egy katolikus oktatási titkárt.[229] Mivel a Nagy Nemzeti Párbeszéd a végéhez közeledett, Paul Biya elnök bejelentette, hogy 333 anglofón aktivistával szemben megszüntetik a bírósági eljárásokat.[230]
- október 4-én véget ért a Nagy Nemzeti Párbeszéd.[231]
- Október 5-én a hadsereg megszállta a szeparatisták irányítása alatt álló Bali Nyonga falut. A több órányi harcban több ember meghalt, köztük hat olyan, akiket később szeparatista harcosként azonosítottak.[232]
- Október 9-én a Délnyugati régióban ismeretlen fegyveresek elraboltak egy diákot és az édesapját.[233]
- Október 10-én Bamendában ismeretlen fegyveresek három diákot raboltak el.[234]
- Október 11-én a Batibóban lévő Guzangban egy szeparatisták közti összecsapásban ketten meghaltak.[235]
- Október 14-én Lebialem hagyományos vezetője elítélte a Vörös Sárkány vezetőjét, Lekeaka Olivert, mert Lebialem Legfelsőbb Vezetőjének tette meg magát.[236] Wumban  Ekeom Polycarb szeparatista vezérezredes nyilvánosan megadta magát az Északnyugati régió kormányzója előtt, és biztatta az embereit, hogy ők is tegyenek így.[237] Tikóban szeparatista harcosok legalább 11 ültetvényest megcsonkítottak, további négyet pedig elraboltak.[238]
- Október 15-én Donga Mantung körzetben a Nkambei Kormányzati Kéttannyelvű Középiskolából szeparatisták több diákot elraboltak. Az egyik diák november 26-án szabadult ki.[239]
- Október 26-án Nkambében két diákot kis időre elraboltak, de a hadsereg még aznap délelőtt kiszabadította őket.[240]
- Október 16. és 19 között Bambendában a szeparatisták két katonát megöltek.[235]
- Október 17-én wumi otthonában megölték Ekemom Polycarp ambazóniai tábornokot, aki három nappal korábban nyilvánosan letette a fegyverét. A Kameruni Hadsereg – mely azon igyekezett, hogy egy biztonságos helyet készítsen elő számára élete hátralévő részére – szerint szeparatisták ölték meg.[241] Bamendában a szeparatisták megölték egy polgárőrség két tagját, miután előző este szerepeltek egy televíziós műsorban.[242]
- Október 18-ig a szeparatisták már kilenc társadalmi iskolát nyitottak az anglofón területeken, hogy ezekkel pótolják az évek óta bojkottált kormányzati iskolákat.[243]
- Október 18-án új Vezető kormányzati tisztviselőt nevezte ki Buiban. Szeparatisták megpróbálták megzavarni a rövid ceremóniát, de kísérletüket a hadsereg visszaverte.[244] Lebialemben a Kameruni Hadsereg több, a Vörös Sárkányhoz tartozó tábort is megrohamozott. Később azt mondták, a következő három nap folyamán legalább hat szeparatistával végeztek.[228]
- Október 20-án Bamendában megöltek és lefejeztek egy rendőrt.[245] Bamendában és Ndopban a kameruni katonákkal vívott csatákban legalább öt szeparatista harcost öltek meg.[228] Ismeretlen fegyveresek Manyuban elraboltak egy nigériai szerzettest,[246] akiért később váltságdíjat követeltek. A szerzetest másnap szabadon engedték.[247] Meme körzetben Bombe Bakunduban a kameruni hadsereg egyik rajtaütésében hét ember halt meg.[235]
- Október 21-én a hírek szerint szeparatisták támadták meg Adolphe Lele Lafrique kormányzó konvoját Kumbóban. A támadás után két embert robbanóanyag sebesített meg, melyet eredetileg a kormányzó konvojának szántak.[248] A kameruni kormány később tagadta, hogy lett volna bármilyen támadás.[249]
- Októbern 22. és 26. között kameruni katonák rajtaütésekben hat polgári lakost és ismeretlen számú szeparatistát megöltek.[235]
- Október 24-én szeparatista harcosok rátámadtak egy konvojra, melyen Meme közigazgatási vezetője utazott. A támadók tetemes károkat okoztak a járművekben, de később visszavonultak.[250]
- Október 27-én Douala egyik kórházában meghalt Buea polgármestere, Patrick Ekema Esunge. Míg szeparatisták szerint ők mérgezték meg, a kórházi belső információk szerint valószínűleg hirtelen szívmegállásról lehetett szó.[251]
- Október 30-án Bueában ismeretlen fegyveresek tüzet nyitottak egy egészségügyi központra, melyet részben le is égettek. Az incidensnek nem voltak áldozatai.[252] A Bamendához tartozó Bambiliben heves harc csapott fel a Bamendai Egyetem környékén, ahol egy eltévedt lövedék emiatt egy civil megsebesült.[253]

## November
- November 4-én Muyukában a kameruni hadsereg rátámadt a szeparatisták egyik táborára, ahol nyolc felkelőt megöltek, köztük egy Wazuzu nevű parancsnokot. Miközben ezen felül több szeparatista megsérült, a hadsereg soraiban nem történt sérülés[254] Nkambében, Mbotban a hadsereg megölt 12 motoros taxisofőrt, akiket szeparatistáknak gondoltak.[255]
- November 5-én Bueában milicisták megtámadtak egy iskolát, de mikor a közeli biztonságiak tüzet nyitottak, elmenekültek.[256]
- November 6-án Kumbában megölték a helyben „Rati” néven ismert feltételezett szeparatistát.[257]
- November 8-án Muyukában feltételezhetően szeparatisták elraboltak, megkínoztak és megöltek egy katonát. A fogva tartók ezt részben videóra vették, melyben azt is elmondták, hogy a katona kivégzése a hadsereg november 4-i muyukai támadására adott válasz.[258]
- November 9-én a Bamendai Egyetem egyik hallgatóját megölték, további 12 tanulóját pedig ismeretlen fegyveresek elrabolták.[259] Az emberrablással a rendőrök a szeparatistákat vádolták, miközben ők tagadják,hogy részt vettek volna az akcióban.[260] In Ngo-Ketunjia, nine people were killed in clashes.[255]
- November 10-én Bamendában egy feltételezhetően szeparatista fegyveres nyolc embert elrabolt, egyet pedig megölt.[255]
- November 11-én  a „Nabere tábornokként” ismert volt szeparatista vezetőt Yamundében egy másik volt szeparatistával, egy francia diplomatával és egy újságíróval közösen fényképezték le. Ez alátámasztotta azokat az elképzeléseket, hogy az egy éve Nigériába szökött Nambere tábornok valóban feladta a szeparatisták céljait. Ezután Nambere tábornokot árulóként kezdték emlegetni a szeparatisták.[261] Widikumban szeparatisták csendőrökre támadtak, akik a körzeti vezető házát őrizték. Egyikük meghalt, egy másikuk pedig megsebesült. Mielőtt elmentek volna, a harcosok lefejezték az elhunyt csendőrt.[262] Muyuka Yoke településén a kameruni hadsereg megtámadta a szeparatisták egyik táborát és négy férfit letartóztattak, akikről azt feltételezték, hogy részt vettek november 8-án egy katonai kínzásában és kivégzésében.[263]
- November 15-én amputálták egy katona lábát, aki Kumbában sebesült meg, mikor egy utca menti bombára rohant az autójával. Mamfében kameruni katonák megszállták az egyik külvárost, és eközben egy férfit megöltek. Szeparatisták szerint Manyuban, Lebialemben és több más helyen francia katonák harcolnak a kameruniak oldalán.[264]
- November 16-án két kormányzati delegáció is elindult az anglofón régióba, hogy támogatást szerezzenek a Nagy Nemzeti Párbeszéd eredményeinek. Legfőképpen arról kellett a helyieket meggyőzni, hogy az anglofón régió „speciális státusza” megoldást jelent a sérelmeikre.[265]
- November 19-én Kosalában egy napnyi fogva tartás után egy nőt élve elégettek. A testet két nappal később exhumálták, a helyi hatóságok és a rendőrség a gyilkossággal a szeparatistákat vádolták.[266]
- November 21-én Menchumban a kameruniak rajtaütésekor két embert megöltek.[255]
- November 22-én Fundongban fegyveresek egy nőt elraboltak. November 24-én szabadon engedték.[267]
- November 20-án az Északnyugati régióban a Gyors Bevetésű Egységek és a helyi polgárőrség tagjai közösen ütöttek rajta a szeparatisták helyi táboraira. A Kameruni Hadsereg szerint a műveletben három rabot kiszabadítottak, és legalább 10 szeparatistát megöltek.[268]
- November 27-én összecsapások voltak Buiban, ahova a kameruniak nem sokkal korábban küldtek erősítést.[267] Benakumában a szeparatista harcosok megöltek egy kameruni katonát, további négyet pedig megsebesítettek. Egy újságíró is megsebesült.[269] Mueában, Bueában kameruni katonák öt polgári lakost öltek meg.[255]
- November 28-án a Bamendai Egyetemről fegyveresek hat hallgatót raboltak el.[270] Nkambében kameruni katonák lerohanták a szeparatisták egyik táborát, és a hírek szerint több fegyveressel is végeztek.[267]
- November 30-án Donga-Mantungban ismeretlen fegyveresek elrabolták és megölték a REDHAC humanitárius szervezet egyik segélymunkását. Egy jelentésben a REDHAC elítélte a gyilkosságot és a kormány által támogatott polgárőrség által elkövetett terrorcselekményeket.[271]

## December
- December 1-én tüzet nyitottak a Bamenda repülőtérre leszálló, a Camair-Co által üzemeltetett egyik repülőgépre. Golyók hatoltak be a kabin belsejébe, de senki sem sérült meg.[272] Ez volt az anglofón válság alatt az első eset, hogy egy repülőgépet vettek célba. Az Ambazóniai Kormányzó Tanács megvédte a támadást, Ayaba Cho Lucas, a tanács vezetője azt mondta, a szóban forgó repülőgép gyakran szállított katonákat, a szeparatisták pedig alapértelmezésben minden beérkező repülőgépet kockázati tényezőnek ítélnek.[273]
- December 9-én fegyveres szeparatisták elrabolták Bamenda III polgármesterét, a terület négy tanácsosát és Jakiri további 15 tanácsosát. A szeparatisták később azt mondták, a 2020-as kameruni választások végéig tartják őket fogságban. Ezt a választást a szeparatisták bojkottálni akarják.[274] December 18-án, miután váltságdíjat fizettek értük, mindenkit szabadon engedtek.[275] Eközben Mezam, Boyo, Donga Mantung, Bui, Ngo Ketunjia és Boyo területén a kameruni hadsereg hadműveleteket indított, melynek következtében 5500 embernek kellett elhagynia az otthonát.[276]
- December 11-én Widikumban szeparatisták megrohamoztak egy kameruni őrhelyet, ahol legalább három katonát megöltek, egyet pedig megsebesítettek. Szeparatisták szerint a támadásban 10 katonát öltek meg, miközben a hadsereg szerint a szeparatistákat egy ellentámadással visszaverték.[277] Mamfében egy polgári lakos meghalt, négy pedig megsebesült, miközben a hadsereg és a szeparatisták között összetűzés volt. Az összecsapások másnap is folytatódtak, míg meg nem szakadtak.[278]
- December 12-én fegyveres szeparatisták elrabolták Bamenda II polgármesterét.[274] December 18-án, további 20 olyan fogollyal közösen, akiket december 9-én fogtak el, őt is szabadon engedték. Az SDF szerint szabadulásukért váltságdíjat fizettek.[275]
- December 15-én az SDF elnökének, Joseph Mbah Ndamnak batibói háza leégett, melyet valószínűleg szeparatisták gyújtottak fel.[279]
- Bua Buában és Kimbiben valamikor december közepén összecsapások voltak a szeparatisták valamint a fulani etnikumhoz tartozó között.[280]
- December 16-án Muyukában a szeparatisták és a kameruni katonák között kitört összecsapásokban egy katona meghalt, további három megsebesült.[281] Bui körzetben – valószínűleg szeparatisták – felgyújtották Kumbo polgármesterének a házát.[282]
- December 16-ig a szeparatisták már legalább 40 politikust elraboltak, hogy így szabotálják a 2020-as kameruni választásokat.[283]
- December 17-én Kumbában legalább 20 szeparatista tette le a fegyverét, hogy visszatérhessen a polgári foglalkozásához. Másnap délelőtt a Bueai Lefegyverzési, Demobilizációs és Reintegrációs Bizottság elé vitték őket.[284]
- December 19-én Ekona közelében szeparatista harcosok út menti bombákkal és kézi lőfegyverekkel támadtak rá egy polgári teherautóra. Három embert megöltek,[285] további 15 ember megsebesült. A teherautót a kameruni hadsereg kísérte, és nem világos, hogy a szeparatisták civileket, katonákat akartak megtámadni, vagy mindkét csoport a célkeresztjükbe került.[286]
- December 20-án a kameruni parlament egy olyan törvényt fogadott el, mely az Északnyugati és a Délnyugati régiónak speciális státuszt biztosít. A törvény olyan kérdésekkel foglalkozik, mint a helyi testületek, az oktatás és a polgári jog. A javaslatot a szeparatisták elutasították, akik egész addig nem akarnak tárgyalni semmilyen javaslatról, míg a kameruni hadsereg az anglofón régió területén van. A javaslatot a Szociáldemokrata Front is elutasította, mely az anglofón területeknek adott autonómia helyett egy föderális állam létrejöttét szorgalmazta.[287]
- December 22-én megtalálták egy olyan kameruni katona lefejezett holttestét, akit korábban szeparatisták raboltak el.[288]
- December 25-én az anglofón régió több helyén is összetűzések alakultak ki. Meme körzetben Babessiben a szeparatisták és a kameruni hadsereg összecsapásai következtében három lakos vesztette életét. A lakosok menekülni kezdtek az érintett területekről. Kumbóban is voltak összecsapások.[289]
- December 28-án Donga.Mantungban hét polgári lakos halt meg egy kameruni razzia során.[280]
- December 30-án Kumbóban a kameruni hadsereg őrizetbe vett egy anglofón újságírót, akit azzal vádoltak, hogy Bai körzetben támogatta a szeparatista fegyvereseket. Az újságíró tagadta, hogy bármi kapcsolat lenne közte és a szeparatisták között.[290] Ezen kívül a biztonsági erők Bamessingben is műveletet indítottak a szeparatisták ellen. A lázadók kivonultak a városból, hogy egy nappal később, a hadsereg távozása után ismét visszatérjenek.[291]
- December 31-én a Yaountéi Repülőtéren Paul Atanga Nji területi közigazgatási miniszter fogadta a volt ambazóniai tábornokot, Nambere Leonardot és 86 vele együtt Nigériából hazatérőt. Ez alkalomból Nambere azt tanácsolta a szeparatista gerilláknak, hogy tegyék le fegyvereiket, és integrálódjanak vissza a polgári életbe.[292] Donga-Mantungban szeparatisták elraboltak majd megöltek egy helyi üzletembert, mert szerintük korábban támogatta a Kameruni Hadsereget.[293] Újévi beszédeikben mind Paul Biya kameruni elnök, mind az ambazóniai Samuel Ikome Sako a harcok fokozódását ígérte 2020-ra.[294]